# Crnočeli guan
Crnočeli guan (lat. Pipile jacutinga, sin. Aburria jacutinga) je vrsta ptice iz roda Aburria, porodice Cracidae. Živi u prašumi Mata Atlantica u jugoistočnom Brazilu, te Argentini i Paragvaju. U proteklim desetljećima postala je poprilično rijetka zbog lova i uništavanja prirodnih staništa.
Velika je ptica, duga je oko 63-74 centimetra, i u sveopćoj pojavi poprilično je slična puranima s tankim vratom i malenom glavom. Perje joj je uglavnom crne boje s plavkastim sjajom; ima specifičan bijeli pramen na krilima prošaranim s tri uredna reda sićušnih crnih točkica. Velika ćuba na glavi joj je bjelkaste boje, a grlo je crveno, baš kao i noge i stopala. Kao i ostali članovi roda Aburria , ima specifičan bijeli "prsten" oko oka i crnu glavu.